# 呂台年
呂台年（1962年5月24日—），出生于山東威海，籍貫山東威海，中和眷村長大。曾在夜市擺攤、開過柏青哥小鋼珠店，後來跨入房地產界，搖身一變成為地產大亨，曾任中華民國馬術協會第九屆理事長、台灣北京大學光華管理學院校友會創會會長、山東省威海市台商協會會長、施明德講座文教基金會主委、台北縣中和市市政顧問、銀箭彩色創辦人之一，現任捷年集團董事長、同賢文教基金會董事長、龍洞四季灣海洋公園和龍洞遊艇港 ，曾任職：銀箭沖印。其太太是東森新聞台新聞主播王佳婉。

## 爭議

### 暴力擄人討債事件
2001年6月8日帶領其公司職員戴守忠、孟昭宇、譚吉問等約六、七人，前往桃園中正國際機場，攔下正欲帶團出國高大偉，並基於傷害犯意，以裝滿水之水管毆打高大偉右手臂，且摑其數巴掌，造成右上臂鈍傷合併瘀傷，並強迫開立上第五信用合作社大同分社支票面額208萬7,900元（即附表參所示之支票），另扣留其身分證、護照、台胞證一張、秦袖芬開立之8萬5,000元本票。所涉妨害自由等犯嫌部分，業經台灣板橋地方法院檢察署檢察官以91年度偵字第1950號偵查起訴。

### 反貪倒扁事件
2006年9月在「反貪倒扁總部」，擔任後勤物資部。

### 土地買賣契約糾紛事件
群益證券創辦人陳田文12年前與房地產大亨呂台年家族的德年國際公司簽定土地買賣契約，投資近3,000萬買下新北市東北角海岸風景區農地打算興建農舍，後來卻發現這些農地不能申請蓋農舍，怒告呂台年與擔任東森主播的妻子王佳婉，以及 呂台年胞姊呂宵瑩等3人涉毀損債權、偽造文書等罪，但台北地檢署認定3人罪證不足，今一併不起訴。
前群益證券董事長陳田文，12年前與房地產大亨呂台年家族的德年國際公司簽定土地買賣契約，投資近3,000萬買下農地竟不能蓋農舍，他提出民事訴訟後，發現德年國際竟將名下不動產轉到呂的名下，呂再移轉到主播妻子王佳婉名下，因此對公司負責人呂宵瑩及呂台年、王佳婉夫婦提起毀損債權及偽造文書告訴，今年6月，台北地檢署以罪證不足處分不起訴，陳田文不服，已向高檢署提起再議。
群益證券創辦人陳田文，多年前投資近3,000多萬買下東北角農地，卻無法興建農舍，他提起民事訴訟要求當初與他簽約的德年國際公司返還買賣價金，事後發現德年竟將名下不動產轉移到公司經營者、地產大亨呂台年名下，呂再移轉到主播妻王佳婉名下，因此對2夫妻及公司負責人呂宵瑩提起毀損債權及偽造文書告訴，台北地檢署對3人做出不起訴處分後，陳田文不服提起再議，但高檢署調查後認為全案已調查完備，駁回再議。

### 家庭暴力事件
東森新聞主播王佳婉的丈夫、地產大亨呂台年，過去曾是活躍於商場政壇的風雲人物，2021年卻因家暴案件遭判刑4個月、拘役50天，家暴情節相當驚悚。2020年2月8日呂台年在大馬路上手持2根50公分長、半公斤重的「狼牙棒手電筒」，暴打34歲姪子劉鎮亞，劉鎮亞沉痛控訴親叔叔根本對他殺人未遂，差點被當場打死。 

## 出版作品
- 《下代基因建築：大地建築的變與不變》 2008年， 天下文化，ISBN 9789862161425[13]

## 相關企業
- 捷年企業股份有限公司統一編號：70559598[14]
- 威捷生技股份有限公司統一編號：54169813[15]
- 五路達國際貿易股份有限公司統一編號：53120840[16]
- 德年國際股份有限公司統一編號：28704803[17]
- 匯聚控股股份有限公司統一編號：91104068[18]
- 佳年農牧股份有限公司統一編號：91103173[19]

## 相關建築
- 捷年台北一莊[20]
- 龍洞四季灣[21]

## 戶外連鎖飯店品牌
- 貢寮宿禧家[22][23][24]「丹內・丹內野奢莊園」[25][26][27][28]

## 外部連結
- 捷年集團
- 呂台年的Facebook專頁